# لنگر (کرمان)
لنگر، روستایی است از توابع بخش ماهان شهرستان کرمان در استان کرمان ایران است.قدمت این روستا به دوران پیش از باستان برمی گردد وکاوشهایی که در تپه باستانی لنگر انجام شده گواه قدمت آن بوده. تپه باستانی لنگر در تاریخ ۱ فروردین ۱۳۴۵ با شمارهٔ ثبت ۵۰۰ به‌عنوان یکی از آثار ملی ایران به ثبت رسیده است.
آرامگاه شیخ عبدالسلام از عرفایی که شاه نمعت الله ولی به او ارادت زیادی داشته در این روستا قرار دارد. قدمت یخدان تاریخی این روستا به اواسط دوران قاجاریه برمی گردد که برای انباشت یخ در فصل زمستان و برای مصرف فالوده کرمانی در تابستان با تدابیر خاص در آن زمان به شهر کرمان منتقل می شده.
منطقه بسیار خوش آب و هوا 
مردمانی خوش رو و باسلیقه دارد
مردم این منطقه همه مشغول کشاورزی و دامداری هستند.
این روستا مقصد خوراک و محصولات محلی و جاذبه های بوم گردشگران می باشد.
این روستا در شهر ماهان قرار داشته و براساس آخرین سرشماری مرکز آمار ایران که در سال ۱۳۸۵ صورت گرفته، جمعیت آن2/321نفر (575خانوار) بوده‌است.